# Oenanthe banatica
Oenanthe banatica är en flockblommig växtart som beskrevs av János Johann A. Heuffel. Oenanthe banatica ingår i släktet stäkror, och familjen flockblommiga växter. Inga underarter finns listade i Catalogue of Life.